# Scooby-Doo et le Triangle des Bermudes
Série
Scooby-Doo au pays des pharaons
(2005) Scooby-Doo : Du sang froid
(2007)
Pour plus de détails, voir Fiche technique et Distribution.
Scooby-Doo et le Triangle des Bermudes  (Scooby-Doo: Pirates Ahoy!) est un film d'animation américain réalisé par Chuck Sheetz et sorti en 2006. C'est le 10e vidéofilm de la franchise Scooby-Doo produite par Warner Bros.

## Synopsis
Scooby-Doo et ses amis sont invités à embarquer pour une croisière par les parents de Fred. Ceux qu'ils ignorent, c'est que cette croisière est à destination des amateurs de mystère et propose des jeux d'enquête. 
Mais, ils sont rapidement confrontés aux terribles pirates fantômes qui capturent les parents de Fred. Pour les libérer, l’équipe va devoir faire preuve d'un immense courage et percer le mystère du triangle des Bermudes.

## Fiche technique
- Titre : Scooby-Doo et le Triangle des Bermudes
- Titre original : Scooby-Doo: Pirates Ahoy!
- Réalisateur : Chuck Scheetz
- Société de Production : Hanna-Barbera, Warner Bros.
- Musique : Steven Argila
- Pays d'origine : États-Unis
- Langue originale  : Anglais
- Format : Couleurs, son Dolby Digital DTS
- Genre : Animation, aventure et comédie horrifique
- Durée : 71 minutes
- Année de sortie : 2006

## Distribution

### Voix originales
- Frank Welker : Scooby-Doo / Fred Jones
- Casey Kasem : Sammy Rogers
- Grey DeLisle : Daphné Blake
- Mindy Cohn : Véra Dinkley
- Freddy Rodriguez : Rupert Garcia
- Ron Perlman : Capitaine Skunkbeard / Biff Wellington
- Tim Conway : Skip Jones, le père de Fred
- Edie McClurg : Peggy Jones, la mère de Fred / Sea Salt Sally
- Kathy Najimy : Sunny St. Cloud
- Dan Castellaneta : Woodenleg Wally / Mr. Mysterio
- Arsenio Hall : Capitaine Crothers

### Voix françaises
- Éric Missoffe : Scooby-Doo / Sammy Rogers
- Mathias Kozlowski : Fred Jones
- Joëlle Guigui : Daphné Blake
- Caroline Pascal : Véra Dinkley
- Michel Vigné : Capitaine Skunkbeard / Biff Wellington
- Bruno Choël : Rupert Garcia